# Мюллер, Андреас (футболист)
Андре́ас Мю́ллер (нем. Andreas Müller; 13 декабря 1962, Штутгарт, Баден-Вюртемберг, Германия) — немецкий футболист, полузащитник, ныне — футбольный функционер.

## Карьера
Мюллер начинал карьеру в родном «Штутгарте», где провел 4 сезона. В своём первом сезоне он забил 5 голов в 20 матчах, что помогло «швабам» выиграть чемпионат.
Отыграв один год в «Ганновере», Мюллер перешёл в «Шальке 04». Во время 12 лет в «Шальке», 11 из которых он был регулярным игроком основы, Мюллер помог выиграть Кубок УЕФА 1996/97. Карьеру завершил в 2000 году в 38 лет.
В 1991 году Мюллер выиграл приз «Лучший гол года в Германии».